# Luftschiffertruppen
Il Luftschiffertruppen des deutschen Kaiserreichs (in italiano servizio militare aerostatico dell'Impero tedesco) venne sperimentalmente istituito nel 1884 con la fondazione del Versuchsabteilung der Luftschiffertruppe (dipartimento di ricerca del servizio aerostatico). Il suo compito era quello di fornire supporto alle truppe di terra con l'osservazione aerea del campo di battaglia e riferendo la visione complessiva delle forze in campo.
I risultati incoraggianti convinsero le autorità militari a trasformare, nel 1901, quel reparto sperimentale nel Luftschiffbataillons Nr.1 (primo battaglione dirigibilisti) istituendo anche un apposito corso presso l'aerodromo di Döberitz per la formazione del personale ad esso assegnato.
Gli anni successivi seguirono lo sviluppo dell'arma aerea adeguando le finalità del reparto alle innovazioni tecnologiche che ne seguirono. Nel 1906 venne ridesignato Versuchskompanie für Motorluftschiffahrt (compagnia sperimentale per il trasporto aereo a motore) e posto sotto il comando del maggiore Hans Groß quindi, dal 1º maggio 1910, la scuola di volo venne ufficializzata assumendo la designazione di Provisorische Militärfliegerschule Döberitz (scuola di volo militare provvisoria di Döberitz) ed affidata alla gestione del capitano Hauptmann de le Roy.

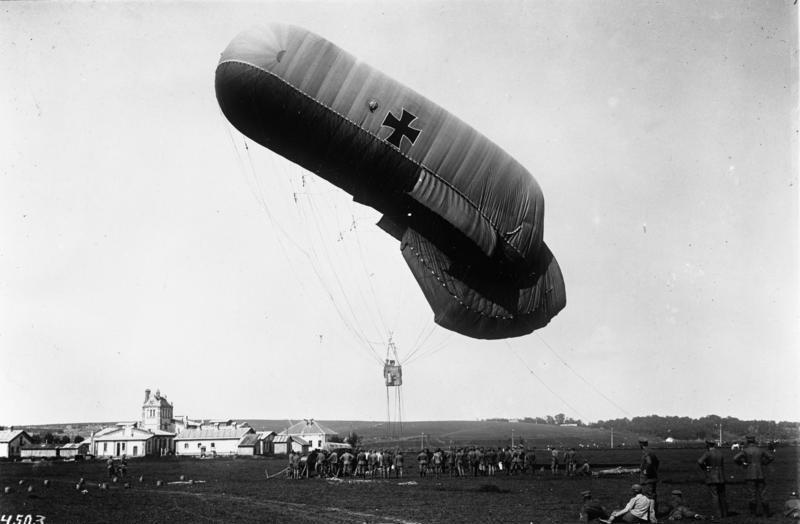
Un aerostato da osservazione adottato dalle Fliegertruppen del tipo precedentemente in dotazione al Versuchskompanie für Motorluftschiffahrt.

La dotazione di aerostati del Luftschiffertruppe consisteva in palloni e dirigibili. Il 1º ottobre 1913, con l'istituzione del Inspektion der Luftschiffertruppen, venne integrato nella Fliegertruppen, che da pochi anni aveva adottato un nuovo mezzo aereo più pesante dell'aria, l'aeroplano.